# Südostasienspiele 1969/Badminton
Titelträger im Badminton wurden bei den Südostasienspielen 1969 in Rangun in fünf Einzeldisziplinen ermittelt. Die Spiele fanden vom 6. bis zum 13. Dezember 1969 statt.

## Medaillengewinner
| Disziplin    | Gold                               | Silber                                | Bronze                               |
| ------------ | ---------------------------------- | ------------------------------------- | ------------------------------------ |
| Herreneinzel | Punch Gunalan                      | Soon Akayapisud                       | Kyi Nyunt                            |
| Dameneinzel  | Sylvia Ng                          | Khin Than Nwe                         | Boopha Kaenthong                     |
| Herrendoppel | Punch Gunalan Yew Cheng Hoe        | Thongchai Pongpul Singha Siribanterng | Kyaw Zaw Wai Aung Tun                |
| Damendoppel  | Rosalind Singha Ang Teoh Siew Yong | Sylvia Ng Khaw Gaik Bee               | Boopha Kaenthong Mulliga Phitakarnop |
| Mixed        | Ng Boon Bee Rosalind Singha Ang    | Yew Cheng Hoe Khaw Gaik Bee           | Sai Kham Pan Myint Myint Khin        |

## Finalresultate
| Disziplin    | Sieger                             | Finalist                              | Ergebnis         |
| ------------ | ---------------------------------- | ------------------------------------- | ---------------- |
| Herreneinzel | Punch Gunalan                      | Soon Akayapisud                       | 15–2, 15–4       |
| Dameneinzel  | Sylvia Ng                          | Khin Than Nwe                         | 8–11, 11–7, 11–2 |
| Herrendoppel | Punch Gunalan Yew Cheng Hoe        | Thongchai Pongpul Singha Siribanterng | 15–8, 15–9       |
| Damendoppel  | Rosalind Singha Ang Teoh Siew Yong | Khaw Gaik Bee Sylvia Ng               | 15–8, 15–12      |
| Mixed        | Ng Boon Bee Rosalind Singha Ang    | Yew Cheng Hoe Khaw Gaik Bee           |                  |

## Medaillenspiegel
| Platz | Land     | Gold | Silber | Bronze | Gesamt |
| ----- | -------- | ---- | ------ | ------ | ------ |
| 1     | Malaysia | 5    | 2      | -      | 7      |
| 2     | Thailand | -    | 2      | 2      | 4      |
| 3     | Birma    | -    | 1      | 3      | 4      |